# Coteau rouge
Pour plus de détails, voir Fiche technique et Distribution.
Coteau rouge est un film québécois d'André Forcier sorti en salle en août 2011. Cette comédie dramatique est son douzième long métrage.

## Synopsis
Le clan Blanchard habite Coteau Rouge, un quartier ouvrier de Longueuil sur la Rive-Sud de Montréal. Honoré, le patriarche, est un ancien vidangeur de cadavres, qu'il déchargeait dans les eaux du fleuve. Fernand, son fils, coule des jours heureux entre son gaz-bar et ses tournois de pétanque. Sa fille, Hélène, se paye la traite depuis qu'elle a épousé Éric Miljours, un riche promoteur, et son fils, Henri, un ex-boxeur, accompagne sa femme, Estelle, dans les derniers jours de sa vie avec leur fils de 15 ans, Alexis. Hélène ne peut pas avoir d'enfants et a demandé à sa mère d'être la mère-porteuse. Les Blanchard ouvriront leur monde au nouveau-né, dont la naissance coïncide avec la fin tragique de Miljours, son père.

## Fiche technique
- Titre original : Coteau rouge
- Réalisation : André Forcier
- Scénario : André Forcier, Linda Pinet, Georgette Duchaîne
- Historien conseil : Michel Pratt
- Musique : Michel Cusson, Kim Gaboury (en)
- Direction artistique : Patrice Bengle
- Décors : Anne Grenier
- Costumes : Sophie Lefebvre
- Coiffure : Marcello Padovani
- Maquillage : Sophie Lebeau
- Photographie : Daniel Jobin
- Son : Louis Desparois, Sébastien Froment
- Montage : Linda Pinet
- Production : Linda Pinet
- Société de production : Les Films du Paria
- Sociétés de distribution : Atopia
- Budget : 1,3 million de dollars[2]
- Pays de production :  Canada
- Langue originale : français
- Format : couleur
- Genre : Comédie dramatique
- Durée : 86 minutes
- Dates de sortie :
  - Canada : 18 août 2011  (première - Festival des films du monde de Montréal (FFM))
  - Canada : 9 septembre 2011  (sortie en salle au Québec)
  - États-Unis : 3 juin 2012  (Festival international du film de Seattle (SIFF))

## Distribution
- Roy Dupuis : Éric Miljours
- Céline Bonnier : Hélène Blanchard
- Gaston Lepage : Fernand Blanchard
- Paolo Noël : Honoré Blanchard
- Louise Laparé : Micheline Blanchard
- Pete White : le cadavre
- Pierre-Luc Lafontaine : Fernand - jeune
- Daniel Parent : Honoré - jeune
- Sandrine Bisson : Gabrielle
- Mario Saint-Amand : Henri Blanchard
- Stéphane Lécuyer : Fabien
- Maxime Desjardins-Tremblay : Alexis Blanchard
- Hélène Reeves : Estelle Blanchard
- Jean Chevalier : joueur de pétanque
- Laurent Duceppe : joueur de pétanque
- Denis Gravereaux : joueur de pétanque
- François Paquette : joueur de pétanque
- Clermont Deschênes : joueur de pétanque
- Fernand Matteau : joueur de pétanque
- André Roy : joueur de pétanque
- Martin Randez : client à 15 piastres Ekonogaz
- Francis Poulin : client Ekonogaz
- Bianca Gervais : Marine Levac
- Jacques Allard : Ernest Bolduc
- Anthony Lemke : Jason Singleton
- Romy Gauthier : secrétaire d'Érik Miljours
- Jocelyn Blanchard : M. Boileau
- Luc Senay : M. Lafortune (Ti-Guy)
- Elyse Varo : Pierrette
- Donald Pilon : Oswald Crérar
- Pascale Montpetit : Raymonde
- Deano Clavet : cuisinier
- Francine Ruel : Jocelyne Montour
- Charlotte Laurier : Pauline Desaultels
- Sylvain Massé : voisin de Pauline
- Roseline Laberge : Chloé Desaultels
- Renaud Pinet Forcier : Maxime, tondeur de pelouse
- Bleu Reef Obermayr : tondeur de pelouse
- Alexandre Ferland : tondeur de pelouse
- Benoît Toupin : tondeur de pelouse
- René-Pierre Tessier : tondeur de pelouse
- Yannick Bélanger Colant : tondeur de pelouse
- Louis-Philippe Dury : tondeur de pelouse
- Shaun Gauthier : tondeur de pelouse
- Pialli Courchesne-Laurier : amie de Chloé
- Camille Duceppe : amie de Chloé
- France Castel : sage-femme
- Alejandro Moran : chauffeur de taxi
- Louis Champagne : sergent Bonneville
- Julie du Page : Mariette
- Catherine Dajczman : madame Saint-Clair
- Minou Petrowski : une bourgeoise
- Angéline Dazé : une bourgeoise
- Anne Lapierre : une bourgeoise
- Hélène Kas : une bourgeoise
- Hélène Paquette : une bourgeoise
- Maxim Poulin : bébé Charles
- Éric Bruneau : Janvier Blanchard
- Dylane Hétu : Desneiges Prud'homme
- Saralie Gibeau : bébé Honoré